# 32634 Sonjamichaluk
32634 Sonjamichaluk è un asteroide della fascia principale. Scoperto nel 2001, presenta un'orbita caratterizzata da un semiasse maggiore pari a 2,6989681 au e da un'eccentricità di 0,0448076, inclinata di 6,87325° rispetto all'eclittica.
L'asteroide è dedicato alla studentessa statunitense Sonja Morgan Simon Michaluk.